# カルギン島
カルギン島（カルギンとう、英語: Kalgin Island）はアラスカ湾内のクック湾に浮かぶ島。アラスカ州キナイの南西にあり、キナイペニンシュラ郡に属する。面積は58.722 平方キロメートルで、人口は2000年の調査では1人。